# Biały Zdrój (Kalisz Pomorski)
Biały Zdrój (deutsch Balster) ist ein Dorf in der Woiwodschaft Westpommern in Polen. Es gehört zur Gmina Kalisz Pomorski (Gemeinde Kallies) im Powiat Drawski (Dramburger Kreis).

## Geographische Lage
Das Dorf liegt in Hinterpommern, etwa 95 Kilometer östlich von Stettin und etwa 30 Kilometer südlich der Kreisstadt Dramburg.

## Geschichte
Balster gehörte in der Frühen Neuzeit zum Dramburgischen Kreis des Landesteils Neumark der Mark Brandenburg. Ab 1734 war Balster Sitz des Amtes Balster, eines königlich-preußischen Domänenamtes. In den preußischen Verwaltungsreformen nach dem Wiener Kongress (1816) wechselte der Kreis Dramburg mit einigen Grenzänderungen aus der Neumark in den Regierungsbezirk Köslin der Provinz Pommern über. Das Amt Balster wurde um 1840 aufgelöst.
Seit dem 19. Jahrhundert bestanden der Gutsbezirk Balster mit dem Gutsherrn als Gutsvorsteher und die Landgemeinde Balster mit dem Gemeindevorsteher (oder Schulzen) nebeneinander. Im Jahre 1910 wurden im Gutsbezirk Balster 99 Einwohner gezählt, in der Landgemeinde Balster 342 Einwohner. Später wurde der Gutsbezirk in die Landgemeinde eingemeindet.
Vor 1945 bildete Balster eine Landgemeinde im Kreis Dramburg der preußischen Provinz Pommern. Zur Landgemeinde gehörten neben Balster die Wohnplätze Adolphsruh, Bahnhof Balster Süd und Forsthaus Gaffel. Die Gemeinde zählte im Jahre 1925 391 Einwohner in 98 Haushaltungen, im Jahre 1933 417 Einwohner und im Jahre 1939 398 Einwohner.
Nach dem Zweiten Weltkrieg kam Balster, wie ganz Hinterpommern, an Polen. Das Dorf erhielt den polnischen Ortsnamen „Biały Zdrój“. Heute bildet die Ortschaft ein eigenes Schulzenamt in der Gmina Kalisz Pomorski (Gemeinde Kallies).

## Persönlichkeiten
- Arno Schmidt (* 1879 im Forsthaus Balster; † 1967 in Greifswald), Historiker und Volkskundler, Hochschullehrer